# Reto Stiffler
Reto Stiffler (Davos, 25 februari 1939  – 10 januari 2025) was een Zwitserse zakenman. Hij was meer dan 10 jaar lang voorzitter van de Belgische voetbalclub Standard Luik.

## Biografie
Reto Stiffler was in zijn jeugd een ijshockeyspeler.

### Standard
In de jaren 90 kwam voetbalclub Standard Luik financieel in de problemen. De Zwitserse zakenman Robert Louis-Dreyfus, de gewezen topman van Adidas, redde Standard toen van de ondergang en gaf het voorzitterschap door aan z'n landgenoot en jeugdvriend Reto Stiffler. Louis-Dreyfus en Stiffler woonden beiden in het Zwitserse Davos. Stiffler werd bij Standard de opvolger van André Duchêne.
Stiffler bleef daar ook wonen, ondanks zijn nieuwe taak als voorzitter. Daarom werd Luciano D'Onofrio benoemd als vicevoorzitter. D'Onofrio kon zich, in tegenstelling tot Stiffler, wel bezighouden met de sportieve kant van het voorzitterschap. Louis-Dreyfus, D'Onofrio en in zekere mate ook Stiffler werden in de jaren 90 gezien als de redders van Standard.
Stiffler was samen met Louis-Dreyfus ook betrokken bij de redding van Olympique Marseille begin jaren 90.
Na het overlijden van Louis-Dreyfus kwamen diens aandelen in handen van zijn Russische echtgenote. Zij wilde de aandelen verkopen na afloop van het seizoen 2010/11 verkopen. Nieuwe investeerders, waaronder Red Bull en Value8, boden zich aan en de functies van Stiffler en D'Onofrio kwamen in het gedrang. Value8 leek lange tijd de grootste kanshebber, maar uiteindelijk was het de Vlaamse multimiljonair Roland Duchâtelet die alle aandelen overnam. Duchâtelet was op dat ogenblik nog voorzitter van Sint-Truiden VV. Als gevolg stapten Stiffler en D'Onofrio uit het bestuur van Standard.

### Hotels
Stiffler was in het dagelijkse leven bezig met kopen van hotels. Zo was hij de eigenaar van het Club-Hôtel in Davos. Hij volgde als student de hotelschool in Lausanne.
Stiffler overleed op 10 januari 2025 op 85-jarige leeftijd.